# Blood Alley
Blood Alley is een Amerikaanse avonturenfilm uit 1955 onder regie van William A. Wellman. Destijds werd de film in Nederland uitgebracht onder de titel Ontsnapt uit Chiku Shan.

## Verhaal
De Amerikaanse handelskapitein Tom Wilder ontsnapt in de jaren 50 uit een gevangenis in Rood China. In het dorp Chiku Shan wordt hij benaderd door mijnheer Tso, die hem vraagt om alle dorpelingen in een oude veerpont mee te nemen naar Hongkong. Onder de passagiers bevindt zich Cathy Grainger, de dochter van een Amerikaanse arts.

## Rolverdeling
| Acteur        | Personage           |
| ------------- | ------------------- |
| John Wayne    | Kapitein Tom Wilder |
| Lauren Bacall | Cathy Grainger      |
| Paul Fix      | Mijnheer Tso        |
| Joy Kim       | Susu                |
| Berry Kroeger | Feng                |
| Mike Mazurki  | Big Han             |
| Anita Ekberg  | Wei Ling            |